# Boolova algebra
Boolova algebra [búlova algébra] in [~ álgebra] je v matematiki distributivna mreža z ničlo in enoto, v kateri ima vsak element komplement, ki je tudi sam element množice. Pomembna je v računalništvu, teoriji preklopnih vezij, logiki, teoriji algoritmov. Imenovana je po angleškem matematiku Georgeu Boolu (1815–1864), znanem po svojem delu na področju formalne logike.